# Krottenkopf
El Krottenkopf és una muntanya de 2.086 metres situada entre Estergebirge i als Garmisch-Partenkirchen a Alemanya.

## Galeria

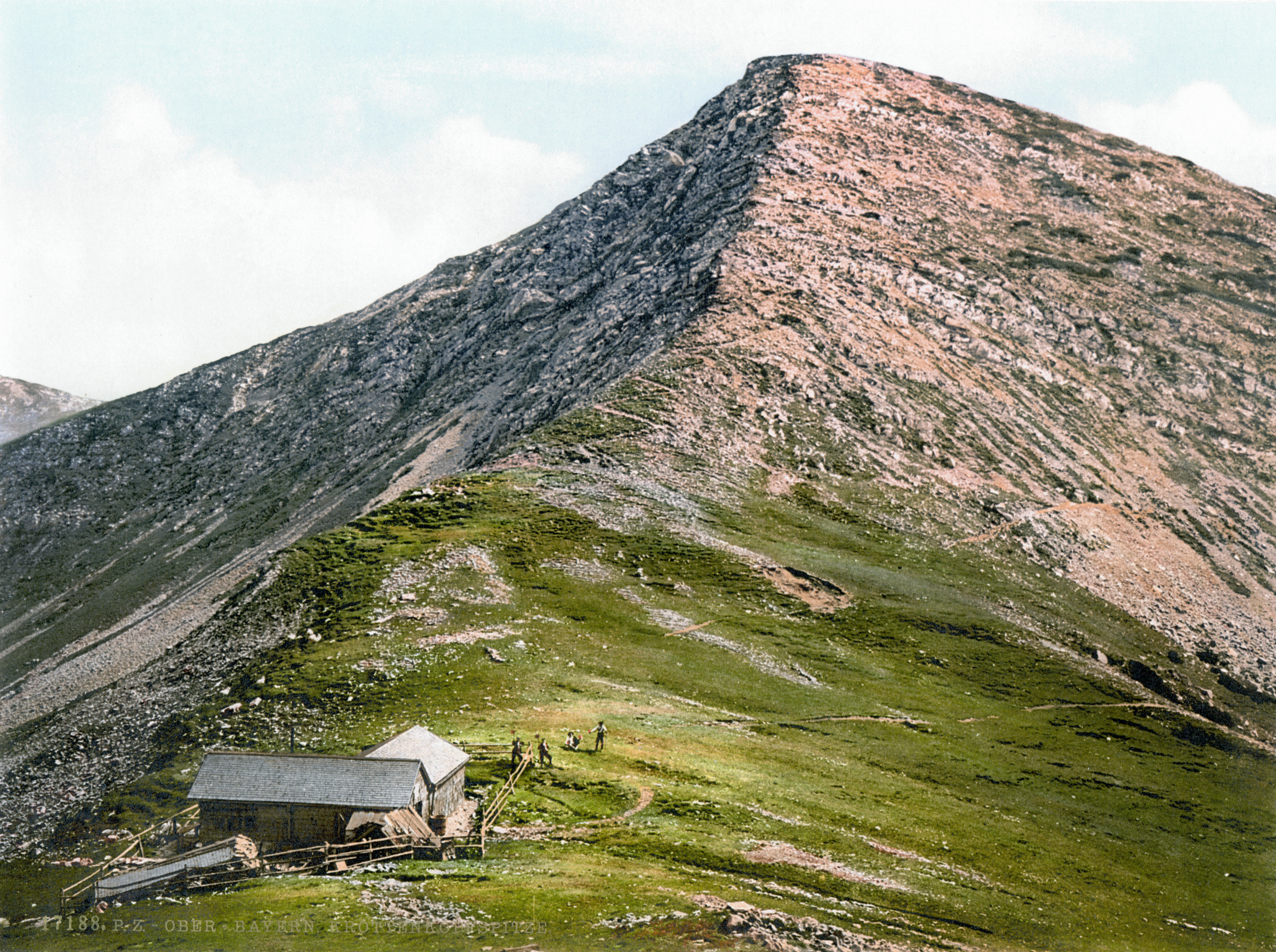
Krottenkopf
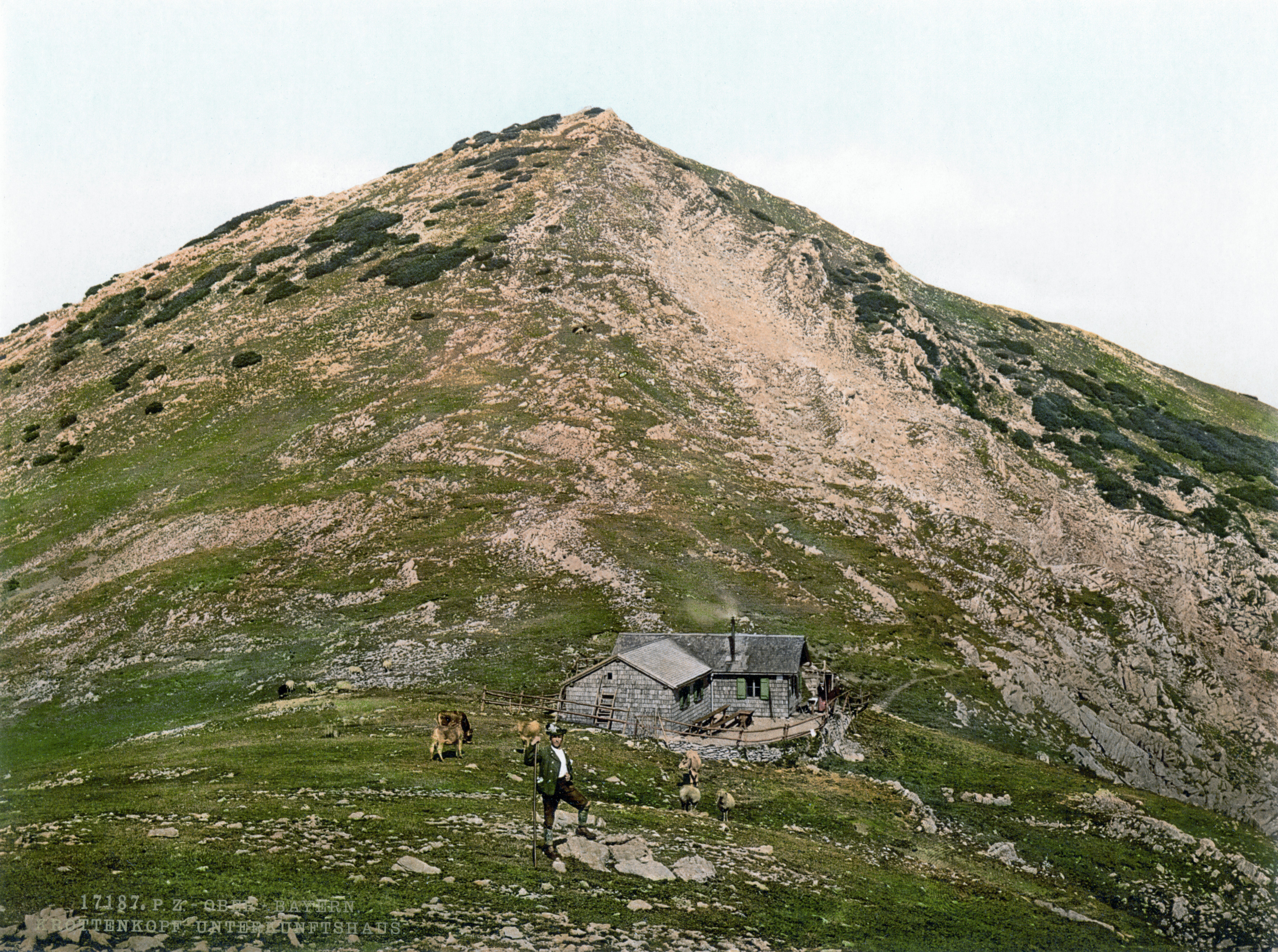
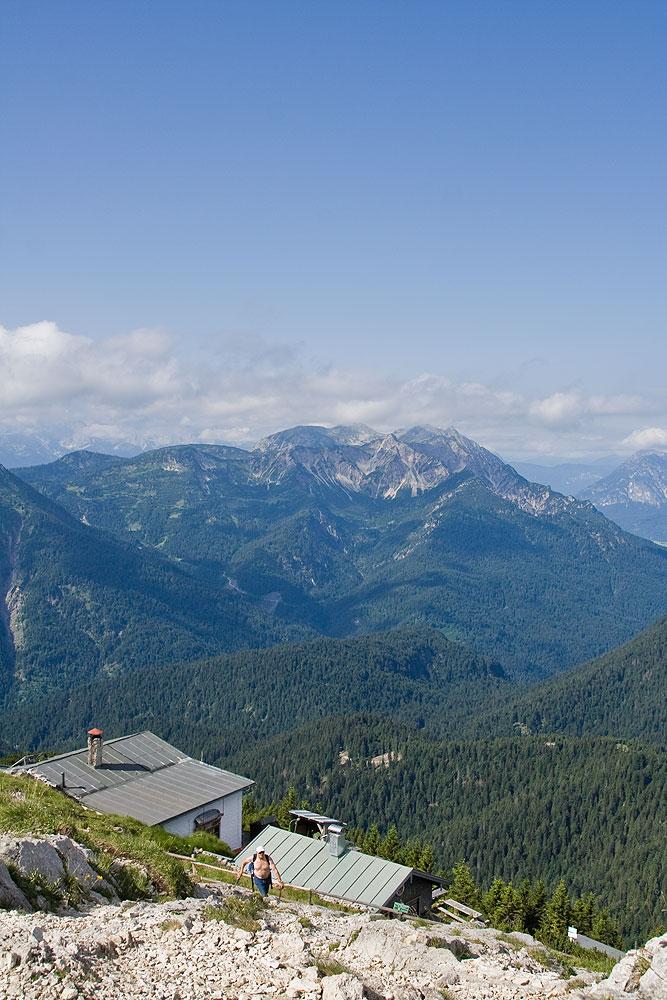